# Поляков Йосип Лазаревич
Йосип Лазаревич Поляков (англ. Joseph Poliakoff, 24 квітня 1873 року, Кременчук, Полтавська губернія — 23 листопада 1959 року, Лондон) — російський і британський радіоінженер та фізик. Запатентовав багато винаходів в області звукового кіно, фотоелектронної автоматики, телефонного зв'язку, слухових апаратів. 
Походить з єврейської купецької сім'ї. Жив із сім'єю на другому поверсі будинку на Манежній площі..

## Біографія
У 1889 році Поляков отримав німецький патент № 117559 на камеру з автоматичним регулюванням експозиції. 
У 1899—1900 роках Йосип Поляков брав участь у розробці систем телефонного зв'язку на російських залізницях і перегонах. На початку 1900 року сконструював фонопор — спеціальний телефонний апарат для роботи по телеграфних дротах  .
У 1900 році, коли ще був студентом Московського технічного училища, вперше запропонував метод використання фотоелементів для відтворення фотографічного звукозапису і першим здійснив звукозапис на плівці   . 
У 1901 році запатентував фотофонограф і фотофон в США (патент №680614). Також у 1901 році Поляков отримав патент на механізм спуску фотографічного затвора.
В 1903 році в Росії в переліку привілей за номером 8010 цей винахід - фотографічний запис звуку - вперше було названо фотографічною фонограмою . 
У 1905 році Йосип Поляков сконструював автоматизований селеновий фотометр для фотографічних цілей, в якому була застосована схема диференціального включення двох фотоелементів (привілей №10116 Свод привилегий, 1905 г., т. 5, стр. 1071). Ця схема має широке застосування в сучасній техніці. 
Серед інших винаходів Полякова — новий матеріал, який є практично небитким та водонепроникним й може використовуватися у виготовленні литих виробів, таких як прикраси, вази, медальйони, тощо (1900 рік); фотометричний записувальний пристрій (1901 рік). 
Заснував у Москві фірму з виробництва телефонів. Після Жовтневого перевороту 1917 року брав участь у розробці автоматизованого телефонного зв'язку в Москві. У 1920 році був призначений телефонним інспектором Північного району .
У 1924 році виїхав із сім'єю в Лондон, де до 1929 року працював помічником голови технічного відділу в АРКОС при представництві СРСР. 9 травня 1931 року в Іслінгтоні заснував компанію Multitone Electronics з виробництва слухових апаратів . Спочатку фірма виробляла настільну модель слухового пристрою. 
У 1936 році Джозеф Поляков запатентував петлю магнітної індукції, яка передавала електромагнітні (ЕМ) сигнали на розташовану поруч антену. Наступного року ця індукційна котушка була вбудована в британський багатотональний слуховий апарат. Це перший задокументований випадок застосуванням телекотушки (т-котушки). 
У 1937 році Поляков запатентував свою першу портативну модель (VPM — Vest Pocket Model).  
Вже в 1938 році почалося виробництво слухових апаратів з навушною насадкою (Telecoil)   . 
У 1932 році Йосип Поляков запатентував свою модель низькочастотного трансформатора .
Multitone Electronics згодом складалася з більш ніж 700 службовців. У 1938 році президентом компанії став син Полякова — Олександр, випускник фізичного факультету Лондонського університету. 
У Другій світовій війні компанія почала випуск детектора годинникового механізму вибухових пристроїв (Bomb clock detector). Після війни переключилася на лікарняні пейджери (спочатку «bleepers»), розробивши одну з їхніх перших моделей  .

## Сім'я
- Дружина — Флора Соломонівна Шабат (1879—1976 роки), з родини текстильних мануфактурників.
  - Син — Олександр Йосипович Поляков[en](англ.) (20 серпня 1910 року, селище Лосіноостровський, Москва — 26 липня 1996 року, Лондон), випускник фізичного факультету Лондонського університету (1931 рік), винахідник і президент компанії Multitone Electronics[en](англ.), автор мемуарної книги «Silver Samovar: Reminiscences of the Russian Revolution» (1996 рік) [28].
    - Онуки — Мартін Поляков, хімік і популяризатор науки, віце-президент Лондонського королівського товариства; Стівен Поляков — драматург, сценарист і режисер [29].

## Галерея
- Йосип Поляков
- Лазар Поляков (батько)[недоступне посилання з Апрель 2020]
- Флора Полякова (Шабат), дружина
- Олександр Поляков (син)
- Дача Полякових в Лосіноостровскій